# 廣德 (于闐)
廣德（?—?），东汉时于阗（今新疆维吾尔自治区和田地区）王，于阗王休莫霸哥哥的儿子。
东汉建武末期，于阗被莎车国所吞并。汉明帝永平年间，于阗将军休莫霸杀死了莎车守将君得复国，身中流箭而死。60年，于阗人以广德为于阗王。广德派弟弟仁去攻打莎车王贤。广德的父亲原来被扣在莎车，莎车王贤送还广德之父，将自己的女儿嫁给广德做妻子，同于阗和亲。61年，于阗王广德率领各国兵众三万人进攻莎车，用计诱杀莎车王贤，吞并莎车国。匈奴征召西域诸国军队包围于阗，广德请降。匈奴立贤之子不居徵立为莎车王。广德再次进攻莎车，杀死不居徵，改立不居徵的弟弟齐黎为莎车王。于阗王广德称雄西域南道，受匈奴使者的监护。
73年，东汉使者班超出使于阗，广德待他态度疏淡。于阗有信巫之俗，巫师声称：“神发怒，问我们为什么倾向汉朝？汉使有一匹黑唇黄马，快去找来祭神！”广德派宰相私来比向班超索马。班超知道底细，便答应此事，要巫师亲来取马。巫师来后，班超立刻将他斩首，痛打数百皮鞭私来比。班超将巫师的首级送给广德，借机谴责广德。广德听说班超在鄯善斩杀北匈始使者，随即杀死匈奴使者投降。班超重赏广德及其大臣，镇抚于阗。西域各国都派出王子到汉朝做人质。